# The Parting Glass
The Parting Glass – auf Deutsch etwa "Das Glas zum Abschied" – ist ein traditionelles Lied aus Schottland, welches oft am Ende eines Treffens gesungen wird. Bis zu Robert Burns’ "Auld Lang Syne" war es das beliebteste schottische Abschiedslied.
In Sachsen und verschiedenen anderen Ländern Kontinentaleuropas wurde dem Gast, der sich verabschiedet und bereits sein Pferd bestiegen hatte, ein parting glass, einen "stirrup cup" oder einen "coup de l'étrier" gereicht, damit er sich für die Heimreise stärken konnte.

## Text
Die erste bekannte, gedruckte Version war eine sogenannte broadside-Ballade aus den 1770er Jahren – ein Liedtext, welcher auf einer einzelnen Seite aus billigem Papier gedruckt wurde. Die erste Erwähnung in einem Buch fand in Scots Songs statt. Der Liedtext ist aber zweifellos älter als 1770, da er im Skene Manuscript, einer Sammlung verschiedener schottischer Volkslieder, zwischen den Jahren 1615 und 1635 festgehalten wurde. Die erste Strophe geht jedoch noch weiter zurück: Sie erschien in einem Abschiedsbrief von einem der Täter, die 1600 Sir Michael Carmichael ermordeten, einen Hüter der Scottish Marches.
Der Liedtext variiert je nach Quelle. Strophen werden dazugefügt, weggelassen, oder in unterschiedlicher Reihenfolge gesungen.
| Strophe | Englisch | Deutsch |
| ------- | --- | --- |
| 1       | Of all the money that e'er I had I spent it in good company And all the harm I've ever done Alas it was to none but me And all I've done for want of wit To mem'ry now I can't recall So fill to me the parting glass Good night and joy be to you all                                                          | All das Geld, das ich jemals hatte gab ich in guter Gesellschaft aus und all den Schaden, den ich jemals machte ja, den fügte ich mir selbst zu Und alles, das ich aus Unverstand tat daran mag ich mich gerade nicht erinnern So füllt mir das Abschiedsglas Gute Nacht, und Freude euch allen                                                                    |
| 2       | So fill to me the parting glass And drink a health what e’er befall, And gently rise and softly call Good night and joy be to you all | So füllt mir das Abschiedsglas Und trinkt auf eure Gesundheit, gleich was euch zustößt Und hebt sanft [das Glas] und leise ruft: Gute Nacht, und Freude euch allen |
| 3       | Of all the comrades that e'er I had They're sorry for my going away And all the sweethearts that e'er I had They'd wish me one more day to stay | Alle Kameraden, die ich jemals hatte sie bedauern meinen Weggang Und all meine Liebchen, die ich jemals hatte sie wünschten sich, ich bliebe noch einen Tag mehr |
| 4       | But since it fell unto my lot That I should rise and you should not I gently rise and softly call Good night and joy be to you all | Aber da mir das Schicksal zufiel Dass ich mich [zum Abschied] erhebe und ihr nicht Ich erhebe mich sanft und rufe leise: Gute Nacht, und Freude euch allen |
| 5       | A man may drink and not be drunk A man may fight and not be slain A man may court a pretty girl And perhaps be welcomed back again But since it has so ought to be By a time to rise and a time to fall Come fill to me the parting glass Good night and joy be with you all Good night and joy be with you all | Ein Mann mag trinken und nicht trunken sein Ein Mann mag kämpfen und nicht erschlagen werden Ein Mann mag einem hübschen Mädchen den Hof machen Und wird vielleicht wieder willkommen geheißen Aber weil es so sein muss gibt es eine Zeit sich zu erheben, und eine Zeit, um zu fallen So kommt und füllt mir das Abschiedsglas Gute Nacht, und Freude euch allen |